# An Nhân
An Nhân (chữ Hán giản thể: 安仁县 Hán Việt: An Nhân huyện hay An Nhơn huyện, pinyin: Anrén Xiàn) là một huyện của địa cấp thị Sâm Châu, tỉnh Hồ Nam, Cộng hòa Nhân dân Trung Hoa. Huyện này nằm ở đông bắc Sâm Châu. Huyện An Nhân có dân số năm 2004 là 400.300 người, trong đón dân thành thị là 98.193 người. Huyện này có diện tích 1461 km2, GDP năm 3004 là 2,513 tỷ nhân dân tệ . Huyện lỵ đóng ở trấn Thành Quan. Huyện này giáp Du (huyện) và Hoành Đông về phía bắc, tây giáp Hoành Nam và Lỗi Dương, nam giáp Vĩnh Hưng và Tư Hưng, đông giáp Viêm Lăng.